# Miguel Mas
Miguel Mas Gayà (* 13. Juli 1943 in Manacor) ist ein ehemaliger spanischer Bahnradsportler und Weltmeister.
Mit 18 Jahren wurde Miguel Mas balearischer Junioren-Meister in der Einerverfolgung. 1962, 1963 und 1964 wurde er spanischer Meister im Steherrennen, 1964 zudem nationaler Meister in der Verfolgung. 1965 errang Mas in San Sebastián den Weltmeistertitel im Steherrennen der Amateure.
Aus gesundheitlichen Gründen musste Miguel Mas im Alter von 24 Jahren seine Radsport-Laufbahn beenden.